# Epidoteion
El Epidoteion (en griego antiguo: Ἐπιδότειον) era un antiguo santuario en el Asclepieion de Epidauro, el santuario y sanatorio de Asclepio en Grecia. Estaba dedicado a los espíritus buenos de Asclepio, que ayudaban en el proceso de curación. El más importante de ellos era Hipnos (Uni). Otros eran Oniros (Sueño), Epione (Alivio del dolor), Higía (Salud), Yaso (Recuperación) y Panacea (Curación).
Según las inscripciones, el edificio existió como muy tarde en el período clásico y el helenístico entre el 300 y el 200 a. C. Fue reconstruido durante el período romano en el año 100 d. C. por el senador Antonino. Se cree que el edificio se habría utilizado para los sacrificios preparatorios y posiblemente también para la purificación como parte de las ceremonias de curación. El edificio parece haber sido destruido a mediados del siglo III d. C.
El Epidoteion se ha identificado como un edificio situado en la parte noreste del santuario, cerca de Anaceón. Los restos que se conservan son principalmente de época romana. El edificio incluía un pedestal semicircular con estatuas de los dioses.